# Рожков Геннадій Станіславович
Генна́дій Станісла́вович Рожко́в (нар. 27 жовтня 1967) — український медик, кандидат медичних наук (2011), з березня по липень 2010 року був першим заступником Міністра охорони здоров'я України — головним державним санітарним лікарем України.

## Життєпис
Народився 27 жовтня 1967 року в м. Дніпропетровськ. Закінчив у 1994 році Дніпропетровський медичний інститут.
Працював на посадах:
03.1985 — 06.1986 Санітар відділення анестезіології-реанімації Медсанвідділу № 56
06.1986 — 08.1986 Бетоняр 2 розряду Спеціалізованого управління Тресту «Севергазстрой».
08.1986 — 03.1987 Санітар терапевтичного відділення поліклініки Медсанвідділу № 56.
03.1987 — 04.1987 Тимчасово не працював.
04.1987 — 06.1988 Палатна медсестра відділення реанімації-анестезіології Облліксануправління.
06.1988 — 11.1989 Медсестра кардіологічного відділення Міської лікарні № 7, м. Дніпропетровськ.
12.1989 — 09.1992 Медсестра ендоскопічного відділення, медична сестра приймального відділення Дніпропетровської міської лікарні швидкої медичної допомоги (з 02.03.1992 р. — Дніпропетровське клінічне об'єднання швидкої медичної допомоги).
09.1992 — 02.1994 Тимчасово не працював.
02.1994 — 05.1995 Менеджер ЧП фірми «Делла-Медикал».
08.1994 — 10.2003 Лікар-інтерн з дерматовенерології, лікар-дерматовенеролог Шкіро-венерологічного відділення Жовтневого району, завідувач з диспансерного розділу Шкіро-венерологічного відділення Жовтневого району Міського шкіро-венерологічного диспансеру, м. Дніпропетровськ (з 01.02.2002 р. — Міська лікарня № 17), заступник головного лікаря з експертизи.
10.2003 — 08.2005 Головний лікар ВАТ Пансіонат «Море», АР Крим.
08.2005 — 01.2006 Тимчасово не працював.
01.2006 — 03.2010 Заступник головного державного санітарного лікаря м. Києва, заступник головного лікаря Київської міської санітарно-епідеміологічної станції.
03.2010 — 07.2010 Перший заступник Міністра охорони здоров'я України — головний державний санітарний лікар України.
Весною 2012 року близько місяця був т.в.о. директора Військово-медичного департаменту Міністерства оборони України, згодом переведений на іншу посаду.
Станом на 2013 рік генеральний директор лікарні «Медбуд», у складі Холдингової компанії Київміськбуд.